# Барневарн

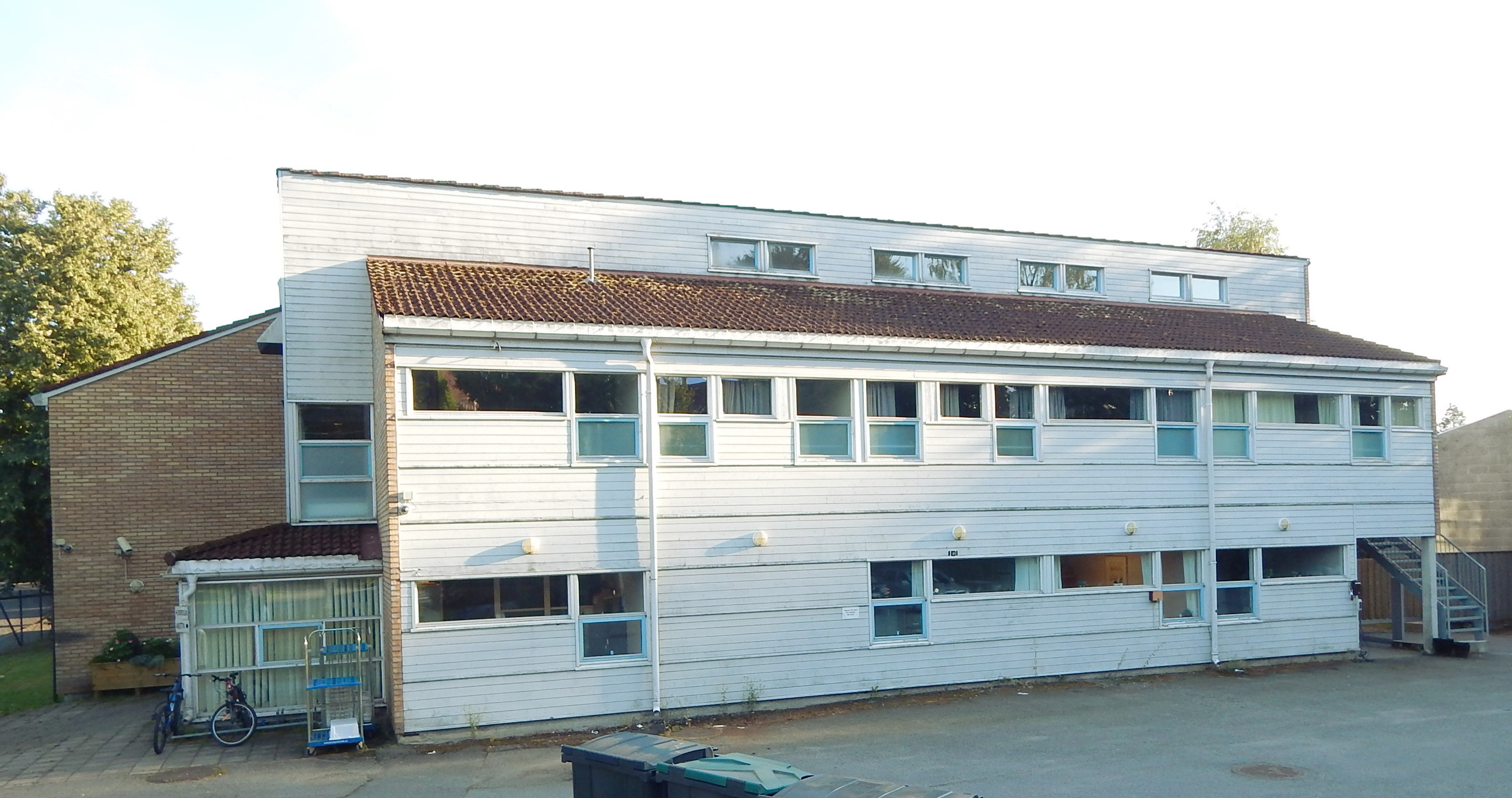
Barnevernet в Осло

Барневарн (норв. Barnevern i Norge, также Barnevernet — защита детей) — норвежская государственная социальная служба по помощи и поддержке детям и подросткам. Правовой базой организации является норвежский «Закон об охране детства» от 1992 года. Барневарн имеет ряд полномочий. Большинство из них добровольные в рамках семьи. Также по решению суда может устанавливаться опека над детьми.

## Закон об охране детства
Целью «Закона об охране детства» от 1992 года, согласно § 1-1 является обеспечение детям и подросткам, проживающим в условиях, могущим нанести вред их здоровью и развитию, гарантий помощи и ухода, а также гарантий безопасности воспитания. Закон предназначен для регулирования ситуаций, когда нормальный уход не обеспечивается или невозможно его добиться без вмешательства со стороны правительства. В Законе об  охране детства не идёт речь о правах, в смысле прав на получение услуг по социальной защите детей. Это закон, который обеспечивает защиту от неспособности обеспечить соблюдение обязательств естественных опекунов.
Закон об охране детей и практика его применения базируются на двух фундаментальных принципах: принцип наименьшего вмешательства и интересы ребёнка. В момент создания закона закон также исходил из принципа приоритета биологического родства, но этот принцип был удалён из закона в 2012 году в целях защиты именно детей, а не родителей.
«Закон об охране детства» основывается на более раннем «Законе о детях», принятом 4 августа 1981 года, и вступившим в силу с 1 января 1982 года, который регулирует права и обязанности в отношениях между детьми и воспитателями согласно 3 статьи Конвенции ООН.

## Алгоритм действий «ухода за ребёнком» со стороны барневарна
Процедура «ухода за ребёнком» начинается с получением сигнала об озабоченности положением дел. Также процедура может начаться у тех, кто не вступает в контакт с социальными службами, но тем не менее нуждается в помощи со стороны социальной защиты детей.
Сообщения поступают чаще всего со стороны полиции или органов социальной защиты детей. Кроме того обратиться может сам ребёнок, члены семьи, друзья, соседи, а также государственные учреждения: школы, детские сады, поликлиники. В соответствии с «Законом об охране детства» любой человек может инициировать разбор проблемной ситуации. Кроме того некоторые группы общественных работников обязаны сообщать обо всех случаях, когда существует вероятность нарушения обязательств по уходу. Например работники школы обязаны сообщать все сведения или подозрения об условиях, вредных для здоровья и развития ребёнка в соответствии с § 15.03 «Закона об образовании»..
После получения сигнала инициируется расследование, чтобы выявить факты. Семье выражается предупреждение об обеспокоенности. Как правило производятся опросы всех причастных, совершаются визиты на дом, звонки на работу, сбор информации от учреждений, знающих ребёнка. Объём расследований варьируется в зависимости от степени предполагаемой угрозы или степени озабоченности. Расследование должно быть прекращено в сроки, установленные в «Законе об охране детства».
Когда расследование заканчивается происходит одно из следующих событий:
1. Закрытие дела.
2. Решение о добровольных мерах.
3. Дело представляется Совету округа с предложениями принудительных действий. В более половины случаев(2004: 53 %) принимаются меры в соответствии с § 4-4 «Закона по охране детства» (Помощь для детей и семей). Решение о принудительных мерах, то есть мерах, принимаемые без согласия любого родителя или любого другого лица, несущего родительскую ответственность или без согласия ребёнка, при условии соблюдения «Закона о детях» § 31-33, должно быть рассмотрено в Совете графства для решения в соответствии с §§ 4-4, 4-10, 4-11, 4-12 или 4-24.
В большинстве случаев принимается решение о привлечении добровольцев в помощь семье, так называемые «меры по исправлению положения». Меры по исправлению положения направлены на содействие позитивным изменениям в ребёнке или семье. Также часто привлекаются семейные консультанты. Кроме того осуществляются общие меры поддержки, в том числе финансовой поддержки в детском саду, в послешкольном времени, в том числе оплата разных форм культурного досуга и личной помощи. Также распространённым явлением является принятие решения о тех или иных дисциплинарных мерах, семейных консультациях, терапевтической помощи родителям и детям, о поддержке структурирования семейной жизни.
В случае когда меры, согласно § 4-4 «Законе о охране детства» оказываются недостаточными или неудачными дело передаётся в Совет графства для судебных разбирательств о взятии ребёнка под опеку, согласно § 4-12.

## Совет графства
Совет графства (Fylkesnemnda) является государственным органом, назначенный Министерством по делам детей, равноправия и социальной интеграции под руководством профессионального адвоката, в качестве судьи и профессионалами и обычными гражданами в качестве рядовых членов.
Дела, рассматриваемые Советом графства являются вопросами, касающимися ухода, лишения опеки и усыновления в чрезвычайных ситуациях, а также вопросы, касающиеся детей с серьёзными проблемами поведения. Барневарн также может ходатайствовать перед Советом графства о принятии решения о принудительном лечении детей с серьёзными нарушениями поведения согласно § 4-24.

## Принятие барневарном на себя вопросов ухода
На 2010 год услугами барневарна по уходу пользуется 6980 детей и подростков в возрасте от 0 до 18 лет.
В последнее время стало труднее найти усыновителя или подходящий детский дом. Так что на практике часть подростков старшего возраста просто проводят время в учреждении, пока не достигнут 18 лет.

### Места аварийного размещения
В некоторых случаях барневарн принимает решение об аварийном размещении. Это происходит, когда ребёнок подвергается насилию, сексуальному насилию или потому что их родители в настоящее время не в состоянии ухаживать за ребёнком из-за опьянения или иных обстоятельств. Это как правило, происходит после уведомления полиции или органов защиты детей. Производится это в соответствии с § 4-6 (Временные меры в чрезвычайных ситуациях) «Закона об охране детства» .
Кроме того барневарн может помочь родителям в случае острых заболеваний. Независимо от причины временное размещение детей происходит либо в семьях, имеющих на это разрешение, либо в учреждениях аварийной помощи.

## Право ребёнка быть выслушанным
Права ребёнка регулируются § 6-3 Закона (Права детей в рамках судебного разбирательства): «Ребёнок должен быть проинформирован и проконсультирован в случае когда развитие ребёнка и его зрелость позволяют это. Ребёнок начиная с 12 лет всегда должен получить слово, прежде чем будет принято решение о размещении в приёмной семье, учреждении, или последующем переселении. Акцент должен быть сделан на то, что думает ребёнок. Ребёнок может являться участником разбирательства, если он имеет по крайней мере, 15 лет и может понять, в чём причина разбирательства. Совет графства может предоставить ребёнку в возрасте до 15 лет процессуальные права в конкретных случаях. В случае мер для детей с поведенческими проблемами, ребёнок всегда рассматривается в качестве одной из сторон».

## Родители и барневарн
Исследование показало, что вмешательство в семейные дела барневарна может нанести ущерб самооценке родителей и их чувству собственного достоинства. Имеется как положительный, так и отрицательный опыт работы с приёмными родителями.
Распространённым является описание беспокойства, когда у родителей нет информации о том, как живут их дети. Одна из основных потребностей всех опрошенных родителей — обладать надлежащей информацией и быть уверенными, что с детьми всё в порядке. Существует причина полагать, что более полная информация повышает доверие биологических родителей к приёмным.

## История
Социальная поддержка детей это прежде всего послевоенное явление и результат развития государства всеобщего благосостояния.

## Уровни социальной защиты детей
Коммуны, округа и муниципалитеты совместно отвечают за реализацию Закона об охране детства, а также осуществлять практическую работу в этой области.
Государство несёт полную ответственность за защиту детей, и гарантий это через Министерство по делам детей, равноправия и социальной интеграции и окружные органы. Министерство несёт ответственность, чтобы Закон исполнялся в соответствиями намерений законодателя. Министерство обеспечивает оценку опыта применения закона и разработку новых нормативных изменений на основе этих оценок. Кроме того, министерство инициирует исследования в этой области и подготовляет информационные материалы для по социальной защите детей.
Окружной старейшина осуществляет надзор округа и муниципальных мероприятий по уходу за детьми. Также он имеет функцию управления и консультаций. Окружной старейшина обязан контролировать как государственные, так и частные учреждения по уходу за детьми. Также он является апелляционной инстанцией для решений, которые не подпадают под юрисдикцию окружного совета.
Инспекция здравоохранения Норвегии является контролирующим органом и рассматривает жалобы. После общенациональной инспекции публикует сводные отчёты в области здравоохранения.
Совет графства несёт ответственность за принятие решений по ряду мер, в соответствии с Законом об охране детства. Прежде всего о применении силовых решений. Совет графства также принимает решения, в которых все стороны договариваются мирным образом. Совет графства в основном руководствуется теми же правилами, что и гражданские суды. Трибунал состоит из председателя (профессионального адвоката), экспертов и простых граждан. Члены назначаются Министерством по делам детей и равноправия.
Учреждение Bufetat несёт ответственность за детские учреждения социального обеспечения, выбирает приёмных родителей, посредничает между центрами по уходу, приёмным родителям и детьми, курирует центры по уходу за беспризорными несовершеннолетними, а также курирует просителей убежища и беженцев, а также осуществляет различные меры поддержки муниципальной социальной защиты детей.
Муниципалитет отвечает за всех задачи, не подлежащие государственной или графской компетенции. Таким образом, большая часть обязанностей по уходу за ребёнком является муниципальной ответственностью. Муниципалитет должен начать расследование в семьях, он должен следить за обследованиями, в случае необходимости принимать меры, когда разбирательство не переходит в Совет графства. Это означает, что муниципалитет ответственен только за добровольные методы. Исключение составляет аварийное размещение (см. выше). Муниципалитет несёт ответственность по осуществлению решений принятых в Совете графства и следит за детьми и семьёй. Кроме того, муниципалитет несёт ответственность за проведение общих профилактических мероприятий.

## Критика и дипломатические инциденты

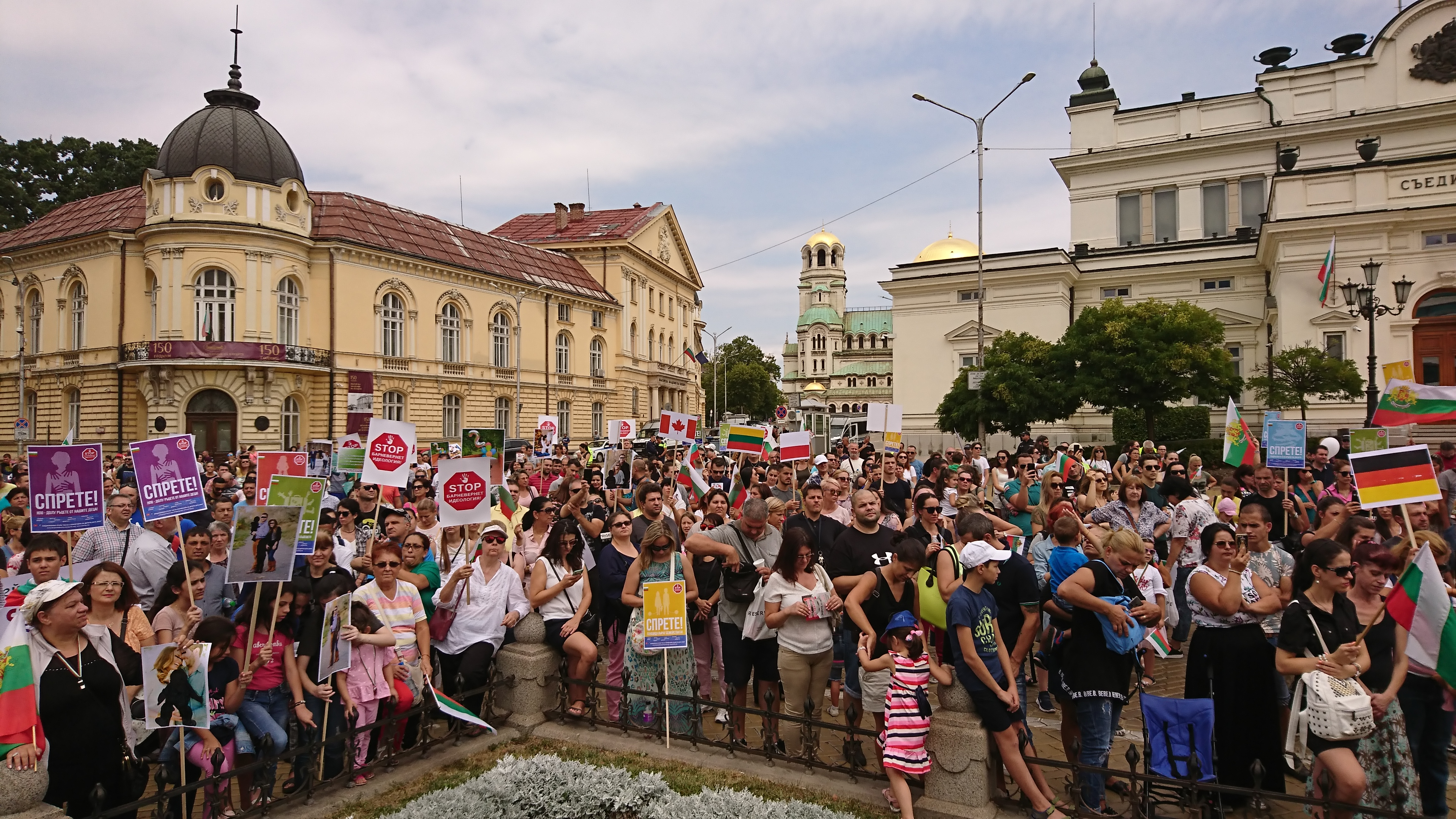
Протест в болгарской столице София, против Барневарн-идеологии.

Около 4 000 человек, которые ранее были изъяты органами социальной защиты детей Норвегии или жили в детских домах между 1945 и 1980 годами, требовали компенсации за страдания и злоупотребления. Из них 2637 получили компенсацию, в общей сложности $ 220 млн (2010).

### Российские граждане

#### Дело Ирины Бергсет
Ирина Бергсет (девичья фамилия Фролова) со своим ребёнком приехала к своему норвежскому мужу Курту Бергсету. После развода с ним получила опекунство над двумя детьми. Позднее обвинила бывшего мужа и ряд других родственников в участии в сексуальных оргиях вместе с её детьми. Позднее она распространила свои представления об оргиях с участием её детей на работников детского сада и сформировала представления об якобы организованном государственном ЛГБТ-лобби, сознательно формирующем у детей гомосексуальность. После этого дети у неё были изъяты по причине её предположительно неустойчивой психики. Младший ребёнок был передан отцу, а старший — в приёмную семью. Старший сын вопреки запрету предпринимал контакт с российскими властями по электронной почте, позднее его удалось вывезти из Норвегии с помощью польского детектива Кшиштофа Рутковского. Ирина со старшим сыном оказалась в Польше, где ей удалось добиться разрешения выехать в Россию. Уполномоченный при Президенте Российской Федерации по правам ребёнка Павел Астахов лично отправился за ней в Польшу и сопровождал её до Москвы.
Российские власти поддержали обвинение Бергсет в отношении бывшего мужа. В 2011 году российские следственные органы возбудили уголовное дело за развратные действия в отношении Курта Бергсета, якобы совершённые, по их мнению, в отношении общего с гражданкой России Ириной Фроловой-Бергсет ребёнка. Дело было возбуждено по заявлению Ирины Бергсет, которая уверяла, что в Норвегии её младшего сына по инициативе Курта Бергсета подвергали групповому изнасилованию, одев в костюм Владимира Путина. Павел Астахов объявил, что таким образом был создан «прецедент», когда возбудили уголовное дело против отца ребёнка, гражданина другой страны, находящегося за рубежом.
В настоящее время Ирина Бергсет предпринимает меры по поиску своего младшего сына. Местонахождение его засекречено..
Курта Бергсета российские следователи допрашивать не стали, но в норвежский суд приезжал молодой следователь из России, который заявил, что есть много доказательств причастности норвежца к насилию в отношении ребёнка. Никаких доказательств следователь норвежскому суду не представил. В итоге норвежский суд оправдал Курта Бергсета — оказалось, что Ирина его оговорила. Дело Бергсет вызвало возмущение у одного из лидеров виртуальных «охотников за педофилами» Сергея Жука, который потребовал возбудить уголовные дела против самой Ирины Бергсет и против Павла Астахова. Курта Бергсета и его сына от Ирины норвежская полиция взяла под охрану и поместила в секретное место. Ирина Бергсет в России стала координатором движения «Русские матери», объявила «войну» норвежским педофилам и занялась выступлениями против ювенальной системы Норвегии и против браков россиянок с иностранцами. В 2013 году она стала одним из организаторов марша «Русских матерей» и дала интервью «Российской газете» о том, что «педофилия как чувство — вполне приемлемое явление для всех слоёв норвежского общества». Ознакомившись с переводом этого интервью, норвежский суд запретил Бергсет общение с сыном.

#### Дело Татьяны Бендикене
В 2013 году российские граждане Татьяна Бендикене и её муж литовского происхождения Робертас Бендикас были лишены родительских прав и у них были изъяты три дочки. Причиной послужил сигнал одного из одноклассников девочек о предположительном применении мер физического воздействия в семье.
Через несколько месяцев по решению суда дети были возвращены семье.

#### Дело Татьяны Биткиной
У Татьяны Биткиной сын был изъят после того, как принял участие в драке в детском саду. Во время визитов в семью была сделана пометка о том, что мать заставляет ребёнка нервничать. Ребёнок был изъят и помещён в приёмную норвежскоязычную семью. Матери разрешается видеть его 4 раза в год.

#### Дело Светланы Таранниковой
У Светланы Таранниковой после развода с её норвежским мужем отобрали трёх детей — двух сыновей и дочь, под предлогом того, что она не сможет их правильно воспитывать. Дети были временно размещены в приёмной однополой семье.
«Мой сын подружился с парнем 12 лет. Я ходила с ними, гуляла. Потом читаю в таком рапорте, что я использовала малолетнего сына чуть ли не чтобы соблазнить того парня. Я вообще пришла в ужас», — рассказывает Светлана Таранникова

### Другие резонансные дела

#### Дело Бхаттачария
У индийской семейной пары, работающей в Норвегии, были изъяты двое детей: 3-летний мальчик и годовалая девочка. Основанием было указано, что у них нет комнаты для игр и соответствующих возрасту игрушек. Чтобы защитить своих граждан, вынуждено было вмешаться правительство Индии, вплоть до президента Индии.

#### Дело Михалаковых
В 2011 году у чешских граждан Евы Михалаковой и её мужа были изъяты двое мальчиков из-за подозрения в сексуальных надругательствах над детьми со стороны отца. Эти обвинения были отвергнуты парой. С тех пор она развелась с мужем и продолжает жить в Норвегии. Правительство Чехии предпринимает меры по возвращению детей матери. Дети были переданы в приемные семьи. В декабре 2016 г. Ева Михалакова была лишена родительских прав.

#### Дело Боднариу
У норвежско-румынской семьи пятидесятников было изъято 5 детей по подозрению в применении физических мер. Это побудило ряд христианских организаций принять участие в акциях в защиту семьи Бондариу. Позднее все 5 детей были возвращены в семью.

#### Дело Никола Рыбку
Родителям были предъявлены обвинения, что их дочь ходит в школу в мрачном настроении. После того, как родители объяснили, что девочка волнуется за свою больную бабушку, службы Норвегии изъяли девочку. Позднее она бежала в Польшу с помощью детектива Кшиштофа Рутковского. В ответ на это правительство Норвегии запретило семье въезд в Норвегию. Власти Норвегии потребовали вернуть девочку, но польский суд отклонил их требования как необоснованные.

### Барневарн и Свидетели Иеговы
Принадлежность к Свидетелям Иеговы может рассматриваться как основание для отъёма детей. Причиной этого является отказ Свидетелей Иеговы от процедуры переливания крови. Таким образом жизнь и здоровье детей могут быть поставлены под угрозу.